# Alper Balaban
Alper Balaban (n. 9 august 1987, Heilbronn, Germania – d. 12 aprilie 2010, Karlsruhe, Germania) a fost un fotbalist turco-german.

## Biografie
Alper Balaban a crescut în Gemmingen lângă Heilbronn. Cariera de fotbalist a început-o la echipa TSG 1899 Hoffenheim. În anul 2005 s-a transferat la echipa turcă Fenerbahçe Istanbul. În 2007 a câștigat cu echipa Fenerbahçe Istanbul, campionatul național. În ultimul timp el a fost cedat altor cluburi sportive. La data de 5 aprilie 2010, când ducea tratative de a se reîntoarce în Germania, a avut pe șoseaua B 293 lângă Bretten (Germania) un accident mortal de circulație.